# Résolution 1099 du Conseil de sécurité des Nations unies
Membres permanents
- Chine
- États-Unis
- France
- Royaume-Uni
- Russie

Membres non permanents
- Chili
- Corée du Sud
- Costa Rica
- Égypte
- Guinée-Bissau
- Japon
- Kenya
- Pologne
- Portugal
- Suède

Résolution no 1098 Résolution no 1100
La Résolution 1099 du Conseil de sécurité des Nations unies fut adoptée à l'unanimité le 14 mars 1997. Après avoir rappelé toutes les résolutions sur la situation au Tadjikistan et à la frontière tadjiko-afghane, le Conseil a prorogé le mandat de la Mission d'observation des Nations unies au Tadjikistan (MONUT) jusqu'au 15 juin 1997 et abordé les efforts visant à mettre fin au conflit dans le pays.
Lors des pourparlers à Moscou, le président du Tadjikistan Emomalii Rahmon et l'Opposition tadjik unie (UTO) ont signé des accords sur les questions militaires et la réintégration, ainsi que sur le désarmement et le démantèlement des unités de l'OTU. Le Conseil de sécurité a pris note des demandes formulées par les deux parties concernant la mise en œuvre des accords. Entre-temps, la situation humanitaire au Tadjikistan s'est détériorée et des attaques contre la MONUT, les forces de maintien de la paix de la Communauté des États indépendants (CEI) et d'autres personnels internationaux ont nécessité la décision du Secrétaire général Kofi Annan de suspendre les activités des Nations unies au Tadjikistan en dehors d'une présence limitée de la MONUT. Certains membres du personnel ont été temporairement évacués vers l'Ouzbékistan.
Le Conseil de sécurité s'est félicité des accords conclus par les deux parties, appelant celles-ci à les respecter pleinement, et a également noté que le cessez-le-feu avait généralement été respecté. Les mauvais traitements infligés à la MONUT et aux autres membres du personnel international ont été sévèrement condamnés et le Gouvernement tadjik a été prié de prendre des mesures de sécurité en réponse. Le mandat de la MONUT a été prorogé à la condition que l'Accord de Téhéran reste en vigueur et que des engagements envers d'autres accords soient pris.
Le Secrétaire général était tenu de tenir le Conseil informé de la situation et a été prié de lui rendre compte avant le 30 avril 1997 des moyens par lesquels l’ONU pourrait contribuer à la mise en œuvre des accords de paix et de lui faire un rapport avant le 1er juin 1997 sur les recommandations concernant la présence des Nations unies dans le pays. Enfin, les États membres ont été invités à contribuer au fonds de contributions volontaires créé par la Résolution 968 (1994) pour les aides humanitaires.